# Стјуартсвил (Мисури)
Стјуартсвил (енгл. Stewartsville) град је у америчкој савезној држави Мисури.

## Демографија
По попису из 2010. године број становника је 750, што је 9 (-1,2%) становника мање него 2000. године.
| Група             | 2000.       | 2010.       |
| Белци             | 728 (95,9%) | 721 (96,1%) |
| Афроамериканци    | 12 (1,6%)   | 4 (0,5%)    |
| Азијати           | 1 (0,1%)    | 0 (0,0%)    |
| Хиспаноамериканци | 9 (1,2%)    | 15 (2,0%)   |
| Укупно            | 759         | 750         |